# Engelomyia ornatipennis
Engelomyia ornatipennis là một loài ruồi trong họ Tachinidae.